# Clemens August Alertz
Clemens August Alertz (* 30. Januar 1800 in Aachen; † 10. November 1866 in Rom) war ein deutscher Mediziner und Leibarzt der Päpste Gregor XVI. und Pius IX.

## Leben und Wirken
Er wurde als Sohn eines Arztes geboren; sein Onkel Theodor Alertz (1764–1814) war von 1797 bis zu seinem Tode katholischer Pfarrer von Haaren (Aachen).
Nach dem Besuch des Gymnasiums in Aachen und Maastricht wurde Alertz am Institut Pépinière in Berlin ausgebildet und studierte an der dortigen Universität sowie in Bonn. Danach arbeitete er zunächst an der Berliner Charité, bevor er im Jahre 1821 als Chirurg und Militärarzt nach Bonn wechselte, wo er ein Jahr später am 12. August 1822 zum Dr. med. promovierte.
Anschließend bekleidete Alertz zunächst eine Stelle als Militärarzt in Stralsund, dann als Kreisphysikus im damals preußischen Malmedy (heute Belgien) und schließlich in seiner Heimatstadt Aachen. In Aachen plante er auch, eine Familie zu gründen, indem er der religiösen Dichterin Luise Hensel einen Heiratsantrag machte. Diese lehnte aber auf Grund ihres Gelübdes zur Jungfräulichkeit ab. 
Von seinem Patienten und Freund David Ferdinand Koreff wurde Alertz an den Bildhauer Bertel Thorvaldsen weiterempfohlen, welcher durch seine Arbeiten in Rom gute Kontakte zum Vatikan hatte. Durch diese Verbindung kam es im Jahre 1836 zur Berufung von Clemens August Alertz als Leibarzt von Papst Gregor XVI. und anschließend noch von dessen Nachfolger Pius IX. Laut Nachruf in der Münchner Allgemeinen Zeitung habe Alertz den General Friedrich Wilhelm von Lepel (1774–1840), Adjutant des permanent in Rom residierenden Prinzen Heinrich von Preußen, von einem „krebsartigen Leiden“ kuriert. Man sei daraufhin im Umfeld des Papstes auf ihn aufmerksam geworden, da Gregor XVI. an einer ähnlichen Krankheit litt.
Bei Papst Gregor setzte sich Alertz außerdem dafür ein, dass sein Aachener Landsmann Wilhelm Smets mit päpstlicher Empfehlung zum Kanoniker an den Aachener Dom berufen wurde.
In Rom gehörte der mittlerweile zum Geheimen Medizinalrat beförderte Alertz neben Johann Michael Wittmer, Friedrich Overbeck und anderen zum Vorstand der Erzbruderschaft „Campo Santo Teutonico“. Hier starb er Ende des Jahres 1866, und die Berliner Nationalzeitung würdigte ihn in ihrer Ausgabe vom 11. Dezember 1866 mit einem ausführlichen Nekrolog.